# Петропавловска тврђава
Петропавловска тврђава (рус. Петропавловская крепость) је тврђава из раног 18. века, око које је израстао историјски центар града Санкт Петербурга. Данас се ова тврђава налази на острву у реци Неви пре свега користи као простор за изложбе и музеје, као парк и туристичка атракција. Ова тврђава је један од споменика Санкт Петербурга под заштитом УНЕСКО.

## Историја
Тврђаву од дрвета је први започео Петар Велики 1703. По пројекту Доменика Трецинија, камена тврђава је изграђена од 1706. до 1740. Тврђава је требало да послужи за одбрану града у Великом северном рату, али код ње никада није дошло до ратних окршаја. Од око 1720. тврђава је служила као база за градски гарнизон, и као затвор за политичке или затворенике високог ранга. Неки од познатих људи који су ту били заточени су: царевић Алексеј, Тадеуш Кошћушко, Александар Радишчев, декабристи, Фјодор Достојевски, Михаил Бакуњин, Николај Чернишевски и Јосип Броз Тито.
Петропавловска катедрала (саграђена у периоду 1712-1733), има звоник висок 123,2 метра. У њој су сахрањени сви руски цареви од Петра I до Александра . Земни остаци породице цара Николаја II и њихових пратилаца су сахрањени у посебној капели 17. јула 1998. Крајем 2006, земни остаци царице Марије Фјодоровне су пренети овамо из Данске, да би били сахрањени поред њеног супруга Александра III.
За време Октобарске револуције, бољшевици су 25. октобра 1918. из Петропавловске тврђаве испалили тридесетак граната на Зимски дворац, од којих је штета била минимална. Следећег јутра, бољшевици су заузели дворац и заробљене министре одвели у тврђаву. То су били последњи заробљеници у историји ове тврђаве. Године 1924. њен већи део је претворен у музеј. Тврђава је претрпела знатну штету у немачком артиљеријском бомбардовању у Другом светском рату.